# Flugbereitschaft des Bundesministeriums der Verteidigung
O Grupo de Transporte Executivo do Ministério Federal da Defesa (em alemão:  Flugbereitschaft des Bundesministeriums der Verteidigung, abreviatura: FlBschftBMVg ou FBS BMVg, literalmente traduzido como Serviço de Transporte Aéreo do Ministério Federal da Defesa) é uma unidade aérea da Força Aérea Alemã com uma grande variedade de tarefas. Ocasionalmente, é  listada como a Ala das Missões Aéreas Especiais em artigos em inglês. A unidade é baseada no aeroporto de Colônia-Bona, com o aeroporto Berlin Tegel usado como local para seus helicópteros. O planejamento é reunir as duas divisões de operação no aeroporto de Berlim Brandemburgo (a expansão de Berlim Schönefeld) assim que sua construção estiver concluída.

## História
A Flugbereitschaft foi criada em 1 de abril de 1957 na Base Aérea de Nörvenich como uma pequena unidade que oferecia voos de ligação ao Ministério da Defesa. Em julho de 1959, mudou-se para o Aeroporto de Colônia-Bonn e foi transformada no 3º Esquadrão da Ala de Transporte 62 da Força Aérea (3./LTG-62). Em abril de 1963, tornou-se uma unidade independente, com seu status elevado de um esquadrão para um grupo. Em 1974, seu status foi atualizado para uma ala completa (Geschwader). 
Como legado da Segunda Guerra Mundial, o papel dos militares alemães era um tópico muito sensível e a Bundeswehr foi constituída como uma força estritamente defensiva dentro das fronteiras da Alemanha Ocidental. Correspondentemente, a Flugbereitschaft estava limitada a fornecer transporte do governo a funcionários do Ministério Federal da Defesa do governo federal. Com o fim da Guerra Fria, a reunificação alemã e o crescente envolvimento do país nas missões de manutenção da paz e de ajuda humanitária no exterior no final do século XX e no início do século XXI surgiram a necessidade de reabastecimento em voo e  aeronaves de transporte de longo alcance. Com a adição do Airbus A310 MRTT à Flugbereitschaft, uma distinção informal foi introduzida para suas aeronaves. As aeronaves de transporte do governo são chamadas de "frota branca" (die weiße Flotte), pintadas de branco com uma fina faixa preto-vermelho-amarela e uma inscrição Bundesrepublik Deutschland (República Federal da Alemanha). As aeronaves  transporte militar e reabastecimento em voo constituem a chamada "frota cinza" (die graue Flotte), pintada de cinza com uma inscrição da Luftwaffe (Força Aérea Alemã). Os helicópteros fazem uma exceção a essa regra, exibindo o visual retrô da frota branca, com dois tons de listras azuis em um corpo branco e uma inscrição da Luftwaffe. A frota cinzenta está subordinada ao Comando Europeu de Transporte Aéreo. 
A Alemanha Ocidental tinha sua capital em Bonn, enquanto a capital da Alemanha Oriental era Berlim . Com a reunificação, decidiu-se que Berlim seria a única capital do país. Como as instituições da Alemanha unida se baseavam nas da Alemanha Ocidental em Bonn e não podiam ser transferidas em pouco tempo, a Flugbereitschaft desempenhou um papel importante na execução de voos ( Pendelflüge ) para funcionários do governo federal e parlamentares entre as duas cidades. Além disso, a ala mantém uma aeronave VIP pronta para voar em Berlim, separada do seu MOB no IAP de Colônia-Bonn . O governo alemão e o Ministério Federal de Defesa planejam consolidar a ala no aeroporto de Berlim Brandemburgo . 

## Missão
A Flugbereitschaft realiza missões nas seguintes áreas: 
- Transporte Aéreo:
  - transporte de pessoal e material da Bundeswehr
  - transporte VIP de funcionários do governo, membros do parlamento e altos oficiais do Bundeswehr
  - voos de ajuda humanitária e ajuda humanitária, evacuação de civis
  - voos de MedEvac
- Reabastecimento em voo:
  - formação e treinamento de tripulações de navios-tanque, voos operacionais de reabastecimento em apoio à Luftwaffe e a jatos de combate aliados
  - implantação estratégica de Bundeswehr e forças aliadas para exercícios e operações
  - participação em exercícios internacionais liderados pela OTAN
- Transporte de Passageiros e Cargas, Suporte Logístico:
  - controle e preparação de passageiros
  - manuseio de carga para aeronaves próprias, aliadas e fretadas por civis, fornecimento de forças do Bundeswehr no exterior
  - apoio terrestre de aeronaves alemãs e aliadas
- Manutenção e Revisão:
  - manutenção técnica e revisão geral da frota da Einsatzbereitschaft
  - treinamento e desenvolvimento de habilidades do pessoal de voo e de terra
- Suporte como nação anfitriã:
  - transporte de dignitários estrangeiros e altos funcionários em visitas oficiais do Estado à Alemanha
  - apoio em terra de aeronaves estatais oficiais estrangeiras de delegações oficiais visitantes
  - apoio em terra a delegações estrangeiras no aeroporto de Colônia-Bona, no Aeroporto de Berlim-Tegel e desde outubro de 2020 no Aeroporto de Berlim-Brandemburgo

## Organização
A Flugbereitschaft opera uma frota diversificada de aeronaves. Sua principal base operacional é a área militar do Aeroporto de Colônia-Bonn (CGN) com o Aeroporto de Berlin Tegel (TXL) usado como local secundário para seus helicópteros. . A partir de 21 de outubro de 2020, após dois anos da conclusão e duas semanas após um ensaio geral bem-sucedido, começaram oficialmente as operações de voo político-parlamentar no novo terminal provisório do governo  no novo Aeroporto de Berlim-Brandemburgo (BER). A instalação poderá lidar com até 25 voos oficiais por dia. No entanto, trata-se apenas de um terminal provisório. O terminal final deve ser construído em 2034, para que toda a frota de aeronaves da unidade possa se deslocar do aeroporto de Colônia-Wahn. Os helicópteros Cougar permanecerão no antigo campo de aviação de Tegel até 2029 por falta de espaço.. 
Ala de transporte executivo do Ministério Federal da Defesa (Flugbereitschaft des Bundesministeriums der Verteidigung) localizada no (Aeroporto de Colônia-Bonn):
- Sede da ala
- Grupo de Voo ( Fliegende Gruppe )
  - Sede do Grupo de Voo
  - 1º Esquadrão de Transporte Aéreo (1. Lufttransportstaffel) (frota cinzenta) 
    - Airbus A310 MRT 10 + 23 "Kurt Schumacher"
    - 4x Airbus A310 MRTT 10 + 24 "Otto Lilienthal", 10 + 25 "Hermann Köhl", 10 + 26 "Hans Grade", 10 + 27 "August Euler"

  - 2º Esquadrão de Transporte Aéreo (2. Lufttransportstaffel) (frota branca) 
    - 2x Airbus A340-313X VIP (16 + 01 "Konrad Adenauer", 16 + 02 "Theodor Heuss")
    - Airbus A321-231 15 + 04 (ex. "Neustadt an der Weinstraße" D-AISE da Lufthansa)
    - 3x Airbus A319-133X CJ (15 + 01 - 15 + 03)
    - 4x Bombardier Global Express 5000 (14 + 01 - 14 + 04)
- Grupo Técnico (Technische Gruppe)
  - Sede do Grupo Técnico
  - 1º Esquadrão Técnico (1. Technische Staffel) (mantém Airbus A310)
  - 2º Esquadrão Técnico (2. Technische Staffel) (mantém Airbus A319CJ, A321, A340-313X e Bombardier G5000)
  - Esquadrão de Aeródromos  (Flugplatzstaffel )

No Aeródromo de Berlin Tegel fica a seguinte divisão
- - 3º Esquadrão de Transporte Aéreo (3. Lufttransportstaffel) (frota branca)
    - 3x Eurocopter AS 532U2 Cougar (82 + 01 - 82 + 03)

Devido ao distanciamento geográfico do 3º Esquadrão de Transporte Aéreo a partir do local de operação principal da ala em Colônia-Bona e devido às especificidades de suas operações de helicóptero, o esquadrão é uma unidade completa, que também inclui pessoal técnico em terra, além de suas tripulações aéreas.

## Comandante
Desde  2019 o Oberst (Coronel Aviador) Daniel Draken comanda a Flugbereitschaft des Bundesministeriums der Verteidigung.

## Aeronaves

### Frota atual
| Cenário                                                                   | Tipo                           | Período de serviço      | Seriais e nomes                                            | Função | Notas                                                                |
| ------------------------------------------------------------------------- | ------------------------------ | ----------------------- | ---------------------------------------------------------- | --- | -------------------------------------------------------------------- |
| Aviões de transporte militar ( 1º esquadrão de transporte aéreo )         |                                |                         |                                                            | |                                                                      |
|                                                                           | Airbus A310 MRT                | 1991 – presente         | 10 + 23 "Kurt Schumacher"                                  | Treinamento de tripulações aéreas Transporte aéreo estratégico Evacuação médica                                                       | ex. Airbus A310-304 DDR-ABC, mais tarde D-AOAC da Interflug          |
|                                                                           | Airbus A310 MRTT               | 2007-presente           | 10 + 24 "Otto Lilienthal"                                  | Aviões-tanque Transporte aéreo estratégico Evacuação médica                                                                           | ex. Airbus A310-304 D-AIDA da Lufthansa                              |
| 1999-presente                                                             | Airbus A310 MRTT               | 10 + 25 "Hermann Köhl"  | ex. Airbus A310-304 D-AIDB da Lufthansa                    | Aviões-tanque Transporte aéreo estratégico Evacuação médica                                                                           |                                                                      |
| 2001-presente                                                             | Airbus A310 MRTT               | 10 + 26 "Hans Grade"    | ex. Airbus A310-304 "Speyer" D-AIDE da Lufthansa           | Aviões-tanque Transporte aéreo estratégico Evacuação médica                                                                           |                                                                      |
| 2001-presente                                                             | Airbus A310 MRTT               | 10 + 27 "August Euler"  | ex. Airbus A310-304 "Fellbach" D-AIDI da Lufthansa         | Aviões-tanque Transporte aéreo estratégico Evacuação médica                                                                           |                                                                      |
| Aviões de Transporte Executivo ( 2º Esquadrão de Transporte Aéreo )       |                                |                         |                                                            | |                                                                      |
|                                                                           | Airbus A340                    | 2011-presente           | 16 + 01 "Konrad Adenauer"                                  | Governamental de longo alcance transporte aéreo                                                                                       | Airbus A340-313X VIP ex. “Leipzig” D-AIGR da Lufthansa               |
| 2011-presente                                                             | Airbus A340                    | 16 + 02 "Theodor Heuss" | Airbus A340-313X VIP ex. "Gummersbach" D-AIFB da Lufthansa | Governamental de longo alcance transporte aéreo                                                                                       |                                                                      |
|                                                                           | Airbus A321                    | 2018-presente           | 15 + 04                                                    | Governamental de médio alcance transporte aéreo Evacuação aeromédica                                                                  | Airbus A321-231 ex. "Neustadt an der Weinstraße" D-AISE da Lufthansa |
|                                                                           | Airbus A319                    | 2010-presente           | 15 + 01                                                    | Governamental de médio alcance transporte aéreo                                                                                       | Airbus A319-133X CJ                                                  |
| 2010-presente                                                             | Airbus A319                    | 15 + 02                 | Airbus A319-133X CJ                                        | Governamental de médio alcance transporte aéreo                                                                                       |                                                                      |
| (2019 -)                                                                  | Airbus A319                    | 15 + 03                 | Céu Aberto                                                 | Airbus A319-133X CJ ex. VP-CVX da Volkswagen Air Service, comprado pela Lufthansa Technik como D-AISY, em conversão para céus abertos |                                                                      |
|                                                                           | Bombardier Global Express 5000 | 2011-presente           | 14 + 01                                                    | Governamental de médio alcance transporte aéreo Governamental de curto alcance transporte aéreo                                       |                                                                      |
| 2011-presente                                                             | Bombardier Global Express 5000 | 14 + 02                 |                                                            | Governamental de médio alcance transporte aéreo Governamental de curto alcance transporte aéreo                                       |                                                                      |
| 2011-presente                                                             | Bombardier Global Express 5000 | 14 + 03                 |                                                            | Governamental de médio alcance transporte aéreo Governamental de curto alcance transporte aéreo                                       |                                                                      |
| 2011-presente                                                             | Bombardier Global Express 5000 | 14 + 04                 |                                                            | Governamental de médio alcance transporte aéreo Governamental de curto alcance transporte aéreo                                       |                                                                      |
| Helicópteros de Transporte Executivo ( 3º Esquadrão de Transporte Aéreo ) |                                |                         |                                                            | |                                                                      |
|                                                                           | Eurocopter AS532U2 Cougar      | 1997-presente           | 82 + 01                                                    | Área governamental de Berlim transporte aéreo                                                                                         |                                                                      |
| 1997-presente                                                             | Eurocopter AS532U2 Cougar      | 82 + 02                 |                                                            | Área governamental de Berlim transporte aéreo                                                                                         |                                                                      |
| 1998-presente                                                             | Eurocopter AS532U2 Cougar      | 82 + 03                 |                                                            | Área governamental de Berlim transporte aéreo                                                                                         |                                                                      |

### Pedidos Atuais
| Tipo        | Quantidade | Entrega esperada | Função                                           | Notas                                                                         |
| ----------- | ---------- | ---------------- | ------------------------------------------------ | ----------------------------------------------------------------------------- |
| Airbus A350 | 3          | 2020-2022        | Governamental de longo alcance transporte aéreo. | Previsto para substituir o A340 atualmente usado para fins de transporte VIP. |

### Frota aposentada
| Picture     | Type                         | Service Period | Quantity | Serials         | Notes |
| ----------- | ---------------------------- | -------------- | -------- | --------------- | --- |
| Airplanes   |                              |                |          |                 | |
|             | De Havilland DH.114 Heron 2D | 1957–1963      | 2        | CA+001, CA+002  | |
|             | Piaggio P.149                | 1957–1969      | ?        |                 | |
|             | Percival Pembroke C54        | 1958–1968      | ?        |                 | |
|             | Dornier Do 27                | 1958–1979      | ?        |                 | |
|             | Convair CV-340               | 1959–1974      | 5        | 12+01 - 12+05   | Originally CA+031 - CA+035. |
|             | Convair CV-440               | 1959–1974      | 1        | 12+06           | Originally CA+036. |
|             | Dornier Do 28A-1             | 1961–1968      | 1        | CA+041          | |
|             | Douglas DC-6                 | 1962–1969      | 4        | 13+01 - 13+04   | Originally first two a/c numbered CA+034 and CA+035, later renumbered CA+021 and CA+022. Third and fourth a/c numbered CA+023, CA+024. |
|             | Lockheed JetStar C-140A/B    | 3 (+1)         | 3 (+1)   | 11+01 - 11+03   | Originally CA+101 - CA+103. Fourth a/c acquired in 1968 as attrition replacement for CA-102 and numbered 11+02.                        |
|             | Boeing B707-307C             | 1968–1999      | 4        | 10+01 - 10+04   | |
|             | HFB 320M Hansa Jet           | 1969–1988      | 8        | 16+01 - 16+08   | |
|             | Dornier Do 28D-1             | 1971–1988      | 4        | 59+01 - 59+04   | |
|             | VFW 614                      | 1977–1998      | 3        | 17+01 - 17+03   | |
|             | Bombardier Challenger 601    | 1986–2011      | 7        | 12+01 - 12+07   | |
|             | Tupolev Tu-154M              | 1991–1999      | 2        | 11+01 - 11+02   | ex-East-German Air Force VIP aircraft.                                                                                                 |
|             | Ilyushin Il-62               | 1991 - 1993    | 3        | 11+20 - 11+22   | ex-East-German Air Force VIP aircraft.                                                                                                 |
|             | Let L-410                    | 1991–2000      | 4        | 53+09 - 53+12   | ex-East-German Air Force VIP aircraft.                                                                                                 |
|             | Airbus A310                  | 1993–2013      | 2        | 10+21 - 10+22   | ex-East-German government aircraft. |
| Helicopters |                              |                |          |                 | |
|             | Bristol Sycamore             | 1958–1959      | 2        | CA+327 - CA+328 | |
|             | H-34G Choctaw                | 1959–1972      | 2        |                 | |
|             | Bell UH-1D                   | 1968–2000      | 4        |                 | |
|             | Mil Mi-8S                    | 1993–1997      | 6        | 93+51 - 93+56   | |